# Mercedes Ruehl
Mercedes J. Ruehl (New York, 28 februari 1948) is een Amerikaans actrice van Iers-Cubaanse afkomst. Zij won in 1992 een Academy Award voor haar bijrol in The Fisher King. Hiervoor kreeg ze ook onder meer een Golden Globe, een Saturn Award en een American Comedy Award. Ze won een Tony Award in 1991 voor haar spel in het toneelstuk Lost in Yonkers.
Ruehl maakte haar film- en acteerdebuut in 1976 met een naamloos rolletje in de Braziliaanse komedie Dona Flor e Seus Dois Maridos. Sindsdien speelde ze in meer dan 25 films, inclusief televisiefilms meer dan veertig. Haar optredens in televisieseries beperken zich voornamelijk tot eenmalige gastrollen. Uitzonderingen hierop vormen Frasier (waarin ze vijf afleveringen Kate Costas speelt) en Entourage (twee afleveringen als Rita Chase).
Ruehl is getrouwd met David Geiser, een kunstschilder van abstract werk. Samen adopteerden ze in 1997 zoon Jake Xavier Ruehl Geiser. Ruehl beviel zelf op haar 28e van zoon Christopher, die ze juist afstond ter adoptie. Hij legde op zijn 21e weer contact met zijn biologische moeder.

## Filmografie
*Exclusief 10+ televisiefilms
| - Hustlers (2019) - Mom at Sixteen (2005, televisiefilm) - Zeyda and the Hitman (2004) - The Amati Girls (2000) - More Dogs Than Bones (2000) - What's Cooking? (2000) - Spooky House (2000) - Out of the Cold (1999) - The Minus Man (1999) - Gia (1998, televisiefilm) - Roseanna's Grave (1997) - On Hope (1994) - Last Action Hero (1993) - Lost in Yonkers (1993) - The Fisher King (1991) - Another You (1991) | - Crazy People (1990) - Crimes and Misdemeanors (1989) - Slaves of New York (1989) - Married to the Mob (1988) - Big (1988) - Leader of the Band (1988) - The Secret of My Succe$s (1987) - 84 Charing Cross Road (1987) - Radio Days (1987) - Heartburn (1986) - Twisted (1986) - Four Friends (1981) - The Warriors (1979) - Dona Flor e Seus Dois Maridos (1976) |